# Oxán
Az oxán (a piránból levezetett nevén tetrahidropirán (THP)) 5 szén- és 1 oxigénatomot tartalmazó telített 6 tagú gyűrűs vegyület. Piránból állítható elő telítéssel. Színtelen illékony folyadék. Származékai gyakoribbak. Az alkoholok és 3,4-dihidropirán reakciójával létrehozható oxán-2-iléterek gyakori védőcsoportok a szerves szintézisekben. Ezenkívül az oxángyűrűrendszer (5 szén- és 1 oxigénatom) a piranózok, például a glükóz alapja.

## Szerkezet és előállítás
Az oxángáz a legalacsonyabb energiájú Cs szimmetriájú szék alkatban van.
Gyakori előállítási módja a 3,4-dihidropirán hidrogénezése Raney-nikkellel.

## Oxanilszármazékok
Bár az oxán ritka anyag, éterszármazékai gyakoriak a szerves szintézisekben. Az oxán-2-ilcsoport alkoholok gyakori védőcsoportja. Az alkoholok a 3,4-dihidropiránnal reagálva oxán-2-ilétereket adnak. Ezek számos reakciónak ellenállnak. Az alkohol később savkatalizált hidrolízissel helyreállítható. Ez a felhasznált alkoholt és 5-hidroxipentanalt hoz létre. A királis alkoholokból származó oxaniléterek diasztereomereket alkotnak. Ezenkívül az éterek NMR-spektrumai komplexek, gátolva az elemzést.

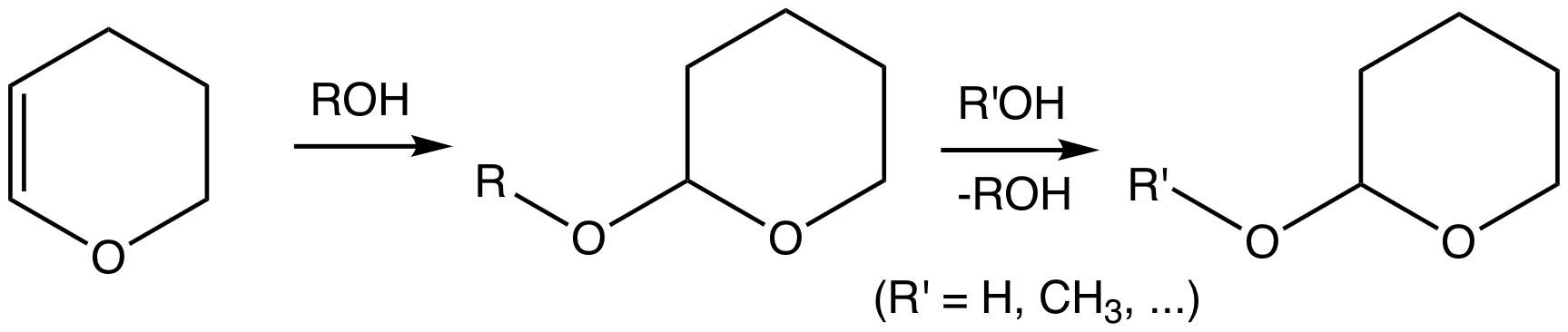
Alkohol védelme oxaniléterként, majd a védelem megszűnte. Mindkét lépés savkatalizált.

Gyakori módszer az alkohol kezelése 3,4-dihidropiránnal és 4-metilbenzol-1-szulfonsavval diklórmetánban standard hőmérsékleten.

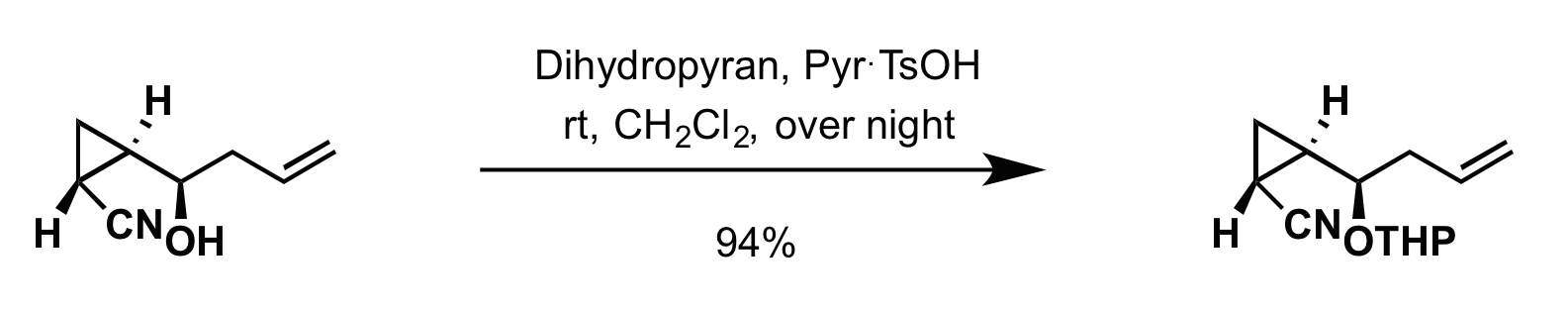
Oxánvédelem a szolandelakton E teljes szintézisében

Ezenkívül az oxaniléter létrehozható a Micunobu-reakcióval. Ekkor az alkohol 2-hidroxioxanilcsoporttal, trifenilfoszfinnal és dietil-azodikarboxiláttal kezeltetik tetrahidrofuránban (THF).
Gyakran az oxaniléterek bontása ecetsavval THF/víz oldatban, 4-metilbenzol-1-szulfonsavval vízben vagy piridínium-4-metilbenzol-1-szulfonáttal (PPTS) etanolban történik.

## Oxánok
Az oxánok a 6 tagú étergyűrűket tartalmazó vegyületek, melyek alapvegyülete az oxán. Az oxánokban 1 vagy több szénatom helyén oxigén van. Az oxán az alapvegyület IUPAC-neve.

## Fordítás
Ez a szócikk részben vagy egészben  a   Tetrahydropyran című angol Wikipédia-szócikk ezen változatának fordításán alapul.  Az eredeti cikk szerkesztőit annak laptörténete sorolja fel. Ez a jelzés csupán a megfogalmazás eredetét és a szerzői jogokat jelzi, nem szolgál a cikkben szereplő információk forrásmegjelöléseként.